# Sielsowiet Borowa
Sielsowiet Borowa (biał. Бараўскі сельсавет, Barauski sielsawiet; ros. Боровской сельсовет) – sielsowiet na Białorusi, w obwodzie mińskim, w rejonie dzierżyńskim, z siedzibą w Borowej.

## Demografia
Według spisu z 2009 sielsowiety Borowa i Starynki zamieszkiwało 1980 osób, w tym 1762 Białorusinów (88,99%), 82 Rosjan (4,14%), 76 Polaków (3,84%), 44 Ukraińców (2,22%), 3 Kazachów (0,15%), 9 osób innych narodowości i 4 osoby, które nie podały żadnej narodowości.
Do 2019 liczba ludności spadła do 1818 osób. Największymi miejscowościami były wówczas Borowa (411 mieszkańców), Wielkie Sioło (292 mieszkańców), Stara Rudzica (272 mieszkańców), Żurawinka (271 mieszkańców) i Starynki (120 mieszkańców). Liczba ludności żadnej z pozostałych miejscowości nie przekraczała 48 osób.

## Geografia i transport
Sielsowiet położony jest na Wysoczyźnie Mińskiej, w zachodniej części rejonu dzierżyńskiego.
Przez sielsowiet przebiega droga magistralna M1.

## Historia
Zachodnia granica sielsowietu, będąca jednocześnie granicą rejonu dzierżyńskiego, pokrywa się z przebiegiem polsko-sowieckiej granicy państwowej w latach 1921 - 1945.
W latach 30. XX w. sielsowiety Borowa i Połoniewicze były polsowietami z autonomią dla ludności polskiej.
30 października 2009 do sielsowietu przyłączono w całości likwidowany sielsowiet Starynki.

## Miejscowości
- agromiasteczko:
  - Borowa
- wsie:

| - - Andrjewszczyzna - Bakinowo - Hryckowszczyzna - Janowo - Karaczuny - Kasiłowicze - Kostewszczyzna - Kuliki - Łatuszki | - - Łuczyce - Nowa Rudzica - Papki - Pawluce - Pieniaki - Pietraszewicze - Połoniewicze - Sadkowszczyzna - Stara Rudzica | - - Starynki - Szabuniewka - Teleszewicze - Turjaków - Wielkie Sioło - Wiszniouka (hist. Mikulicze Wielkie) - Wołk - Żurawinka (hist. Syrowotki) |

- osiedle:
  - Łuczyce